# Mrs. Doubtfire
Mrs. Doubtfire là một bộ phim hài Mỹ phát hành năm 1993, đạo diễn bởi Chris Columbus. Nhân vật chính của phim do diễn viên Robin Williams thể hiện. Diễn viên chính Robin Williams đã đoạt giải Quả cầu vàng cho nam diễn viên phim ca nhạc hoặc phim hài xuất sắc nhất cho vai này.

## Nội dung
Tại San Francisco, Daniel Hillard đang sống với người vợ Miranda cùng với ba đứa con: Lydia, Chris và Natalie. Công việc của Daniel là lồng tiếng cho phim hoạt hình. Một ngày, Daniel bỏ việc rồi về nhà tổ chức tiệc sinh nhật cho Chris, bữa tiệc gây ảnh hưởng đến hàng xóm. Miranda chán cuộc sống hiện tại nên đòi ly dị, và quan tòa giao quyền nuôi con cho Miranda, nhưng nói với Daniel rằng nếu anh tìm được việc làm ổn định và nơi ở đàng hoàng trong 3 tháng tới, anh sẽ được nuôi con chung với Miranda.
Daniel được nhận vào làm ở đài truyền hình, và biết được rằng Miranda đang muốn thuê người giúp việc để trông chừng bọn trẻ. Daniel sử dụng kỹ năng giả giọng của mình để gọi điện cho Miranda xin việc làm. Anh nhờ người em trai là chuyên gia hóa trang tạo ra cái mặt nạ da, để anh có thể giả dạng thành một bà già.
Daniel với hình tượng bà Euphegenia Doubtfire, đến nhà Miranda phỏng vấn và được nhận vào làm. Bà Doubtfire làm việc nhà và chăm sóc bọn trẻ rất tốt, được Miranda tin tưởng vô cùng. Cũng nhờ đóng vai bà Doubtfire mà chính bản thân Daniel cũng giỏi hơn trong việc nấu ăn, dọn dẹp nhà cửa. Một ngày, bà Doubtfire tiết lộ thân phận thật của mình cho Lydia và Chris nghe, dặn hai đứa hãy giữ bí mật. Miranda bây giờ có bạn trai mới tên là Stu Dunmeyer, điều này làm Daniel cực kỳ khó chịu.
Thời gian làm việc ở đài truyền hình, ông giám đốc điều hành Jonathan Lundy đã phát hiện ra khả năng giả giọng và sự hài hước của Daniel. Ông Lundy hẹn gặp Daniel ở nhà hàng Bridges để bàn về việc tạo nên một chương trình thu hút thiếu nhi. Trớ trêu thay, Stu cũng tổ chức tiệc sinh nhật cho Miranda ở ngay nhà hàng đó, cùng giờ đó, và kêu bà Doubtfire đi theo. Buổi tối đó, Daniel phải luôn thay đổi hai bộ dạng để xuất hiện ở hai bàn ăn. Trong bữa ăn, Stu bị mắc nghẹn nên bà Doubtfire giúp đỡ anh. Cái mặt nạ da vô tình bị tróc ra, để lộ thân phận của Daniel, làm Miranda bị sốc.
Lần ra tòa tiếp theo, Miranda được giao toàn quyền nuôi con, còn Daniel chỉ được thăm con vào ngày Thứ bảy nhưng dưới sự giám sát của giám sát viên. Không còn bà Doubtfire, cuộc sống của mấy mẹ con Miranda trở nên khó khăn hơn. Họ bất ngờ khi thấy Daniel trong tạo hình bà Doubtfire, đang làm người dẫn chương trình trên tivi. Chương trình thiếu nhi này nhanh chóng nổi tiếng và được phát sóng khắp nước Mỹ.
Miranda ghé thăm Daniel tại một phim trường, cả hai tâm sự với nhau. Sau này Miranda quyết định thuê Daniel làm người trông trẻ mới, cho phép anh gặp các con hằng ngày sau giờ học của chúng.

## Diễn viên

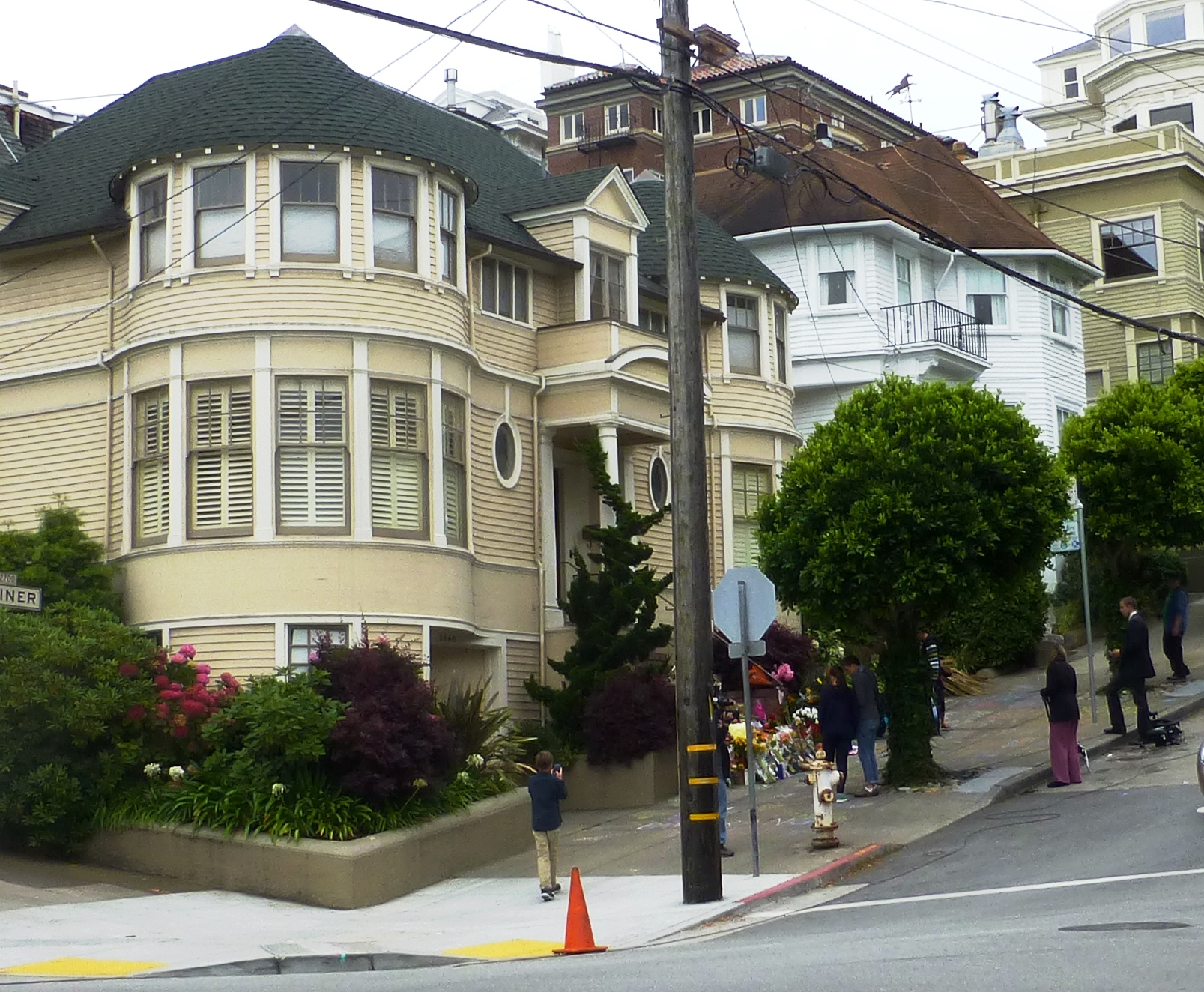
Ngôi nhà ở San Francisco được lấy làm bối cảnh chính trong phim Bà Doubtfire.

- Robin Williams vai Daniel Hillard / Euphegenia Doubtfire
- Sally Field vai Miranda Hillard
- Lisa Jakub vai Lydia Hillard
- Matthew Lawrence vai Chris Hillard
- Mara Wilson vai Natalie Hillard
- Pierce Brosnan vai Stu Dunmeyer
- Harvey Fierstein vai Frank Hillard
- Scott Capurro vai Jack
- Robert Prosky vai Jonathan Lundy
- Polly Holliday vai Gloria Cheney
- Anne Haney vai bà Sellner